# Parafia św. Maksymiliana Kolbego w Orzeszu
Parafia św. Maksymiliana Kolbego – rzymskokatolicka parafia znajdująca się w Orzeszu, w dzielnicy Gardawice. Parafia należy do dekanatu Łaziska i archidiecezji katowickiej. 
Powstała 15 marca 1981 r. W 1986 rozpoczęto budowę kościoła parafialnego. Świątynia została poświęcona 19 maja 1991 r. przez bp. Damiana Zimonia.

## Proboszczowie
Źródło:
- ks. Henryk Bednarczyk (rektor 1973–1981, proboszcz 1981–1998)/
- ks. Henryk Stegmann (1998)
- ks. Marian Piskorz (administrator 1999–2000, proboszcz 2000–2008)
- ks. Marek Wachowiak (administrator 2008–2013)
- ks. Andrzej Ahnert (2013–2017)
- ks. Ireneusz Kliche (od 2017)